# Ганнесс, Белль
Белль Соренсен Ганнесс (англ. Belle Sorenson Gunness); урождённая Брунгильда Полсдоттер Сторшетт (норв. Brynhild Paulsdatter Størseth; 11 ноября 1859, Сельбу, Норвегия — 28 апреля 1908 ?, Ла-Порт, Индиана, США) — американская серийная убийца норвежского происхождения. Белль была физически сильной женщиной при её росте в 183 см и весе около 90 кг. По некоторым данным она убила от 25 до 40 человек в течение нескольких десятилетий.
Белль предположительно погибла в пожаре на собственной ферме и хотя она официально была объявлена мёртвой, неоднократно появлялись слухи (ничем не подтверждённые), что она сфальсифицировала свою смерть.

## Биография

### Ранние годы
Происхождение Белль Ганнесс является предметом споров. Большинство её биографов утверждают, что она родилась в Норвегии, недалеко от озера в коммуне Сельбу в губернии Сёр-Трёнделаг и была названа Брунгильдой Полсдоттер Сторшетт. Её родителями были Пауль Педершен Сторшетт (работал каменщиком) и Бэрит Ольсдаттер. Белль была младшей из восьми детей в семье. Семья жила на ферме Сторшетт юго-восточнее Тронхейма — крупнейшего города Центральной Норвегии. 
В ирландском документальном фильме 2006 года повествуется непроверенная история о ранней жизни Ганнесс. В фильме рассказывается, что у неё случился выкидыш после того, как один мужчина напал на неё и ударил ногой в живот. Этот человек был из богатой семьи и поэтому его влияние помогло ему избежать правосудия. Знакомые Ганнесс рассказывали, что после этого случая она сильно изменилась. Напавший на Белль мужчина вскоре умер, якобы от рака желудка. Выросшая в нищете Ганнесс работала три года на больших фермах, чтобы накопить денег для переезда в США — её вдохновлял пример её старшей сестры Нелли Ларсон, удачно эмигрировавшей в Америку.

### Мадс Соренсен
В 1881 году Брунгильда переехала в США, где сменила своё имя на Белль и работала служанкой. В Чикаго она встретила уроженца Норвегии Мадса Соренсена и в 1884 году пара поженилась. Некоторые исследователи сообщают, что у Ганнесс и Соренсена не было детей, другие же утверждают, что в браке родилось четверо детей: Кэролайн, Аксель, Миртл и Люси. Также Мадс взял к себе в дом и девочку постарше — Морган Коуч, которой сменили имя на Джейн Олсен — она помогала по хозяйству. Немного обжившись, супруги открыли свой бизнес — кондитерский магазин, но дело у них не шло, а через год магазин полностью сгорел при пожаре. Наиболее вероятно, что пожар был подстроен супругами, так как они утверждали, что в доме взорвалась керосиновая лампа, но её остатки так и не были найдены на пепелище. Несмотря на мутное происхождение пожара, супруги всё-таки получили страховку. В течение следующих двух лет Кэролайн и Аксель умерли от острого колита. Однако некоторые считают, что они на самом деле умерли от отравления, так как симптомы очень похожи. Поскольку все четверо детей тоже были застрахованы, то Белль и Мадс получили свои деньги со страховки.
В 1900 году скоропостижно скончался Мадс. Врач, осматривавший тело усопшего, заявил, что мужчина был отравлен стрихнином, однако семейный врач Соренсонов сообщил, что у Мадса было больное сердце — якобы мужчина скончался от сердечной недостаточности. Сложно сказать, была ли это врачебная халатность или семейный доктор был в сговоре с Белль, получившей за погибшего мужа страховку в размере 8000 долларов.

### Питер Ганнес
На эти деньги она купила ферму в Ла-Порте, штат Индиана. Вскоре после этого часть имущества сгорела и она снова получила деньги со страховки — в последующие годы пожары случались там неоднократно. По прошествии некоторого времени Белль вышла замуж второй раз, за другого уроженца Норвегии — Питера Ганнеса, работавшего мясником. От него же она получила фамилию, под которой и вошла в историю. Для мужчины этот брак оказался самым неудачным событием в жизни. У Питера были две дочери от предыдущего брака, однако спустя неделю после свадьбы, при невыясненных обстоятельствах скончалась младшая, при этом в доме с ней была только Белль. В декабре 1902 года скончался уже и сам Питер. Утверждается, что ему на голову свалилась тяжёлая мясорубка и полученная травма оказалась для Питера смертельной. Белль получила очередную страховку, на этот раз в размере 3000 долларов.
Одновременно с этим старшая дочь Питера, Дженни, начала рассказывать в школе, что её мачеха – убийца, убившая мужа и приёмную дочь. Данное заявление дошло до полиции и Белль была допрошена, но та заявила, что у падчерицы разыгралось воображение на фоне трагической смерти отца. После этого случая Дженни пропала. На все вопросы Белль отвечала, что отправила девочку на учёбу в Калифорнию.

### Эндрю Хелгелейн
Овдовев во второй раз, Белль дала в несколько крупных газет страны объявление о себе в разделе знакомств. «Приезжая вдова, которая владеет большой фермой в одном из лучших районов округа Ла-Порт, штат Индиана, желает познакомиться с джентльменом одинаково хорошим, с целью соединить свои судьбы. Ответы по письму не рассматриваются, если только отправитель не желает следовать ответу при личном посещении».
С таким же успехом она могла бы написать: «Приготовься остаться навсегда». Мужчины выстраивались в очередь. Многие ответили на объявление. Они приходили, неся дары в виде наличных, дабы удовлетворить жажду денег женщины. Некоторые из мужчин вскоре исчезли, их так и не нашли. И хуже всего то, что она даже не выглядела так, как будто что-то плохое могло происходить. Жителям Ла-Порта казалось, что у нее было много женихов. Ее считали красивой женщиной со светлыми волосами, белоснежной улыбкой и плотным телосложением.
Паника началась, когда Дженни, одна из ее дочерей, исчезла в 1906 году. Белль утверждала, что ее отправили в школу в Лос-Анджелесе, но больше никогда её не видели живой. В 1907 году был замечен мужчина, приобретавший дорогое обручальное кольцо для Белль. Потом его больше никогда не видели.
Последним известным ухажёром Белль стал Эндрю Хелгелейн, долгое время переписывавшийся с норвежкой. В конце концов она убедила его в том, что очень его любит и как можно скорее ждёт его в гости, но уточнила, что не с пустыми руками. Эндрю продал абсолютно всё своё имущество и приехал к Белль с крупной суммой денег. Судьба и этого жениха была очевидна изначально. У пропавшего Эндрю остался младший брат, всячески пытавшийся найти пропавшего. В конце концов он нашёл письма Белль, из которых узнал последнее местонахождение брата. Он решил написать Ганнесс. В ответе он прочёл, что Белль его никогда не видела. Хотя их вместе замечали в городе. 
В 1908 году Белль пожаловалась в полицию на местного жителя, Рэя Ламфера, одно время помогавшего женщине на ферме. Белль заявила, что Рэй преследует её и угрожает физической расправой. А в апреле 1908-го на ферме Соренсон-Ганнесов произошёл страшный пожар. Четыре тела были найдены в доме, три из которых были опознаны как ее дети. Последним было обезглавленное тело женщины, и люди полагали, что это Белль. Рэй был арестован и обвинён в убийстве с поджогом. Ламфер был осуждён на 20 лет. Чтобы смягчить своё наказание, Рэй рассказал, что Белль была серийной убийцей, убившей всех своих мужей, детей и ухажёров. Многие тела были разрублены, и впоследствии некоторые сожжены, а большинство скормлены свиньям. В этих делах  Рэй помогал женщине, поскольку испытывал к норвежке любовные чувства. Ламфер утверждал, что Белль нашла похожую на себя женщину и убила её, обезглавленное женское тело спрятала в подвале, подложив рядом свою вставную челюсть.
Следователи осмотрели дом и обнаружили такие предметы, как часы. Брат Эндрю Хельгелейна тоже был на месте. Именно он начал копать и нашел своего брата. Полиция обнаружила много других тел, включая тело Дженни. Двенадцать тел были найдены рядом с загоном для свиней, но было также много других частей тела.
Не пожалела женщина и своих детей — она задушила их во сне, после чего сбежала со всеми деньгами. Планировалось, что затем она встретится с Рэем, который должен был поджечь дом, но женщина попросту подставила своего возлюбленного. Также Рэй указал места захоронений останков многих убитых, зарытых прямо на территории фермы Соренсон-Ганнесс. В своих показаниях Рэй сообщил, что Белль убила около 40 человек.